# Sophie Dawes
Sophie Dawes, baronessa av Feuchères, född i St Helens, Isle of Wight 15 september 1795, död 29 september 1840, var en engelsk äventyrare. Hon var bland annat känd som mätress till prins Louis Henrik II av Bourbon de Condé, med vilken hon hade ett mycket uppmärksammat förhållande mellan 1811 och 1830.

## Biografi
Sophie Dawes var dotter till en alkoholiserad fiskare, Richard Daw, och växte upp på ett arbetshus i Newport. Hon arbetade sedan som hembiträde på en bordell i Piccadilly i London, där hon 1811 mötte den landsflyktige prinsen av Condé och inledde ett förhållande med honom. Han gav henne en utbildning och tog henne med sig till Paris. Han arrangerade ett äktenskap med baron Adrien Victor de Feuchères, major i kungliga gardet 1818, som fick ingå i hans eskort, något som gjorde att hon kunde presenteras vid hovet. Dawes beskrivs som söt och smart och blev en viktig personlighet vid det franska hovet under Ludvig XVIII av Frankrike:s regeringstid.
Feuchères fick först veta att hon var Condés dotter. Då han år 1822 fick veta om deras förhållande separerade han från henne: han tog ut en formell separation 1824. Hon förvisades från hovet då detta uppdagades. 1827 erbjöd hon sig dock att medla mellan hertigen av Orléans och Condé, och 1829 lyckades hon åstadkomma en försoning och övertalade Condé att testamentera en förmögenhet till Orléans fjärde son. Detta gjorde att hon togs emot vid hovet igen.
Julirevolutionen 1830 gjorde att Condé, som också hade kommit i konflikt med Dawes, planerade att lämna Frankrike. Den 27 augusti hittades han död genom hängning. Det ryktades att Dawes hade mördat honom i samarbete med Ludvig Filip I av Frankrike, men i brist på bevis blev hon aldrig åtalad. Hon valde dock att lämna Frankrike på grund av stämningen mot henne och levde resten av sitt liv i London.